# Gilbert Arthur Briggs
Gilbert Arthur Briggs (Clayton (West Yorkshire), 29 december 1890 – Ilkley, 9 januari 1978) was een Brits ingenieur en pionier in de audiotechniek, die zijn hele leven heeft gewijd aan de ontwikkeling en de verbetering van luidsprekersystemen voor de Hifi weergave. Het was zijn streven om de weergave door middel van luidsprekers zo dicht mogelijk te laten aansluiten bij wat men hoort bij een opname. In 1932 stichtte hij de Wharfedale Loudspeaker Company, een bedrijf dat wereldwijd grote faam verwierf voor de hoge kwaliteit van zijn audioproducten.

## Carrière
In 1932 bouwde hij zijn eerste elektromagnetisch luidspreker in de kelder van zijn huis in Ilkley en in 1933 stichtte hij een klein bedrijf in de buurt van Bradford. Het bedrijf ging zich toeleggen op het bouwen van elektromagnetische aandrijfsystemen voor luidsprekers. Reeds voor de aanvang van Tweede Wereldoorlog bereikte de productie 9000 eenheden per jaar. In 1936 werd er een grotere productiefaciliteit, de Wharfedale Wireless Works opgericht, om aan de stijgende vraag te kunnen voldoen. Tijdens de oorlogsjaren moesten echter 20 van zijn medewerkers vrijgemaakt en ingezet worden voor het maken van transformatoren voor de firma Marconi.
In 1945 werd een eerste tweewegluidsprekersysteem ontworpen door toevoeging van een tweeter. Als scheidingsfilter werd een flink uit de kluiten gewassen cross-over gebruikt.
Briggs was zodanig overtuigd van de kwaliteit van zijn ontwerp dat hij de vergelijking tussen een liveconcert en een weergave met zijn luidsprekers niet schuwde. Tijdens een demonstratie in Londen in de Royal Festival Hall en voor een publiek van 3000 mensen werd eerst een liveconcert uitgevoerd en opgenomen. Deze opname werd nadien in dezelfde zaal via zijn luidsprekers ter vergelijking afgespeeld. Een dergelijke demonstratie heeft hij ook georganiseerd in de Carnegie Hall in New York.
Briggs heeft een belangrijke rol gespeeld bij de ontwikkeling van hogekwaliteitsluidsprekers en heeft ook de tijd genomen om zijn kennis en zijn bevindingen door middel van publicaties aan een breed publiek kenbaar te maken.

## Gepubliceerde boeken
(WWW staat voor Wharfedale Wireless Works, Idle, Bradford, Yorks)
- Loudspeakers, The Why and How of Good Reproduction, WWW, 1948
- Sound Reproduction, WWW, 1ste editie juli 1949, 3de editie maart 1953
- Pianos, Pianists & Sonics, WWW, juni 1951
- Amplifiers, The Why and How of Good Amplification, coauteur H.H. Garner, april 1952
- High Fidelity, The Why and How for amateurs, coauteur R.E. Cooke, WWW, 1956
- Audio Biographies, WWW, 1961
- A to Z in Audio, Gernslock Library Book, 1961
- Cabinet Handbook, WWW, 1962
- Audio and Acoustics, WWW, 1963